# Evanton
Evanton är en ort i Storbritannien.   Den ligger i kommunen Highland och riksdelen Skottland, i den norra delen av landet, 700 km norr om huvudstaden London. Evanton ligger 40 meter över havet och antalet invånare är 1 138.
Terrängen runt Evanton är huvudsakligen kuperad, men österut är den platt. Evanton ligger nere i en dal. Runt Evanton är det ganska glesbefolkat, med 22 invånare per kvadratkilometer. Närmaste större samhälle är Alness, 6,2 km nordost om Evanton. 